# Vladislav Ammossov
Vladislav Ammossov (russe : Владислав Аммосов) est un ancien officier du GRU de Iakoutie qui est l'actuel commandant du bataillon Sibir.

## Carrière
Il étudie à l'Université technique d'État de Moscou-Bauman, à l'École militaire interarmes de commandement de Moscou pendant une année et demie, puis à l'Académie militaire des forces de missiles stratégiques qu'il ne finit pas pour manquement à la discipline. Ammossov s'engage alors comme combattant volontaire lors de la première et de la seconde guerre de Tchétchénie alors qu'il sert dans le GRU jusqu'au grade de capitaine. Il entre ensuite à l'université technique du génie militaire de Saint-Pétersbourg d'où il sort diplômé en 2004 et enseigne jusqu'en 2008.
Après l'annexion de la Crimée et la guerre du Donbass qui suit, Ammossov décide de quitter l'armée russe. Il déclare dans une interview : « J'ai quitté la réserve avant 2014, lorsque j'ai compris qu'entre l'État et moi, les chemins s'avèrent différents. La prise de la Crimée et l'agression dans le Donbass ressemblent à une agonie, symbolisant la fin prochaine de l'empire [...] Qu’est-ce qui empêche ma république d’organiser un référendum et de faire sécession de la Russie ? La Iakoutie devra probablement survivre seule à l’avenir ». De 2019 à 2022 il vit en Pologne à Varsovie.
Le 24 février 2022, lorsque la Russie envahit l’Ukraine, il y voit une opportunité pour la Sibérie de devenir indépendante de la Russie et décide de combattre aux côtés de l’Ukraine. Après une vérification de ses antécédents, il devient commandant du nouveau bataillon Sibir. En mars et avril 2024, il dirige le bataillon lors de raids sur le territoire russe depuis l'Ukraine.

## Positions politiques
Vladislav Ammossov souhaite l'effondrement de la fédération de Russie et établir une Iakoutie indépendante.